# Elektro-L 2
Elektro-L 2 (russisch ЭЛЕКТРО-Л №2) ist das zweite Exemplar der geostationären Wettersatellitenkonstellation Elektro der russischen Weltraumbehörde Roskosmos. Zusammen mit den übrigen neuen Satelliten des Typs Elektro-L und den seit 2009 gestarteten Meteor-M übernimmt er die Wetterbeobachtung für Russland. Gegenüber Elektro-L 1 wurde der Satellit verbessert, da dieser durch einige Probleme (zum Beispiel Ausfall eines der vier Gyroskope direkt nach dem Start) nicht seine volle Leistungsfähigkeit erreichte.

## Mission
Elektro-L 2 wurde am 11. Dezember 2015 um 13:45 Uhr UTC mit einer Zenit-3SLBF von Baikonur aus in eine geostationäre Umlaufbahn gebracht. Die Abtrennung des Satelliten von der Oberstufe Fregat-SB erfolgte 57 Minuten nach dem Start. Der Start war bereits für Anfang 2015 geplant, jedoch verzögerten die politischen Konflikte zwischen Russland und der Ukraine den Start.
Der Satellit ist für mindestens 10 Jahre Betriebsdauer ausgelegt.

## Umlaufbahn
Nach den ursprünglichen Plänen sollte Elektro-L 2 in der geostationären Umlaufbahn 14,5 West über dem Atlantik stationiert werden. Roskosmos stand jedoch vor der Herausforderung, genügend Bodenantennen zur Verfolgung und Steuerung des Satelliten im russischen Territorium zu installieren. Als das ursprünglich über dem Indischen Ozean stationierte Elektro-L 1 auf Probleme stieß, wurde die Entscheidung getroffen, das zweite Raumschiff an den ähnlich günstigen Ort bei 77,8 Grad östlicher Länge zu schicken, wo es sich gegenwärtig befindet.